# 梁言順
梁 言順（りょう ごんじゅん、1962年12月 - ）は、中華人民共和国の政治家。中国共産党第20期中央委員会委員。

## 経歴
1962年12月、山東省泰安市で生まれる。1983年7月に山東理工大学工学学士を卒業。1992年7月、遼寧大学経済学修士課程を経て、中国共産党中央党校研究科博士課程修了。
1985年2月に中国共産党入党。1992年7月に中国共産党中央党校卒業と同時に同校の教職員となった。
2016年1月、中国共産党甘粛省委員会常務委員に転出。2月、宣伝部部長を兼務。さらに2017年2月には組織部部長を兼任する。
2018年1月、中央に移り、中国共産党中央委員会中央と国家機関工作委員会副書記に就任。同年7月、中国共産党中央委員会宣伝部副部長に転任。2020年10月、中国共産党中央委員会中央と国家機関工作委員会常務副書記に昇格。 
2022年3月29日、陳潤児の後任として、中国共産党寧夏回族自治区委員会書記に任命された。2022年5月21日には寧夏回族自治区人民代表大会常務委員会主任を兼務する。
2024年6月28日、党務に転じて安徽省に赴任し、中国共産党安徽省委員会書記に就任した。